# European Journal of Cardio-Thoracic Surgery
European Journal of Cardio-Thoracic Surgery (skrót: Eur J Cardiothorac Surg) – międzynarodowe czasopismo naukowe dotyczące kardiochirurgii oraz torakochirurgii; wydawane od 1987. Oficjalny organ European Association for Cardio-Thoracic Surgery (Europejskiego Towarzystwa Kardio-Torakochirurgii) oraz European Society of Thoracic Surgeons (Europejskiego Towarzystwa Torakochirurgów). Miesięcznik.
Od 2012 wydawcą jest brytyjski Oxford University Press (wcześniej wydawcą był Springer). Naczelnym celem „European Journal..." jest prezentowanie wysokiej jakości prac oryginalnych – klinicznych oraz eksperymentalnych – dokumentujących postęp w kardio- i torakochirurgii (chirurgii serca, naczyń wielkich oraz klatki piersiowej). Czasopismo jest recenzowane i publikuje prace oryginalne, przeglądy, opracowania dotyczące technik chirurgicznych, prace ilustracyjne, raporty przypadków oraz listy. Publikowane są także wybrane prace prezentowane podczas corocznych spotkań European Association for Cardio-Thoracic Surgery oraz European Society of Thoracic Surgeons.
Redaktorem naczelnym czasopisma jest od 2011 Friedhelm Beyersdorf – niemiecki profesor kardiochirurgii związany z Katedrą Chirurgii Sercowo-Naczyniowej Wydziału Medycyny Uniwersytetu Albrechta i Ludwika we Fryburgu. W skład rady redakcyjnej (ang. editorial board) czasopisma wchodzą głównie profesorowie kardio- i torakochirurgii z różnych ośrodków akademickich w Niemczech, USA, Szwajcarii oraz Włoch.
Pismo ma współczynnik wpływu impact factor (IF) wynoszący 3,847 (2018/2019). W międzynarodowym rankingu SCImago Journal Rank (SJR) mierzącym znaczenie poszczególnych czasopism naukowych „European Journal of Cardio-Thoracic Surgery" zostało w 2019 roku sklasyfikowane na 55. miejscu wśród czasopism z zakresu kardiologii i medycyny sercowo-naczyniowej. W polskich wykazach czasopism punktowanych przez Ministerstwo Nauki i Szkolnictwa Wyższego periodyk otrzymywał 30 pkt. (lata 2013-2016) oraz 100 pkt. (2019).